# خانه فیض مهدوی
خانۀ فیض مهدوی ساختمانی مربوط به دوره قاجار در کرمانشاه است که در خیابان مدرس، کوچه علافخانه واقع شده است. این ساختمان در تاریخ ۶ اسفند ۱۳۸۵ با شمارهٔ ثبت ۱۷۵۶۰ به‌عنوان یکی از آثار ملی ایران به ثبت رسیده‌است.
این ساختمان محل سکونت محمدمهدی فیض‌مهدوی روحانی شیعه و از هواداران جنبش مشروطه بوده‌است. در دوران مشروطه فعالان مشروطه‌خواه در این خانه جلساتی برگزار می‌کرده‌اند.

## کاربری ساختمان
صندوق احیاء و بهره برداری از بناها و اماکن تاریخی و فرهنگی مالکیت این بنا را در دست دارد. این صندوق که به وزارت میراث فرهنگی، گردشگری و صنایع دستی جمهوری اسلامی ایران تعلق دارد، از طریق ادارۀ میراث فرهنگی، صنایع دستی و گردشگری استان کرمانشاه خانۀ سوری را از طریق مزایده به منظور تغییر کاربری به سرمایه‌داران بخش خصوصی واگذار کرده‌است. از مکان خانۀ فیض مهدوی برای مدتی به عنوان موزه ریسندگی کرمانشاه استفاده می‌شد. از ۲۹ اردیبهشت ۱۴۰۱ نیز خانۀ فیض مهدوی به اقامتگاه بومگردی و رستوران تبدیل شده‌است.
این در حالیست که محمدعلی سلطانی پژوهشگر تاریخ کرمانشاه از این خانه با عنوان «خانۀ‌ مشروطیت کرمانشاه» یاد می‌کند و خواهان تبدیل آن به موزه و یادمانی برای تاریخ مشروطه در کرمانشاه شده‌است.
در ۲ بهمن ۱۴۰۱ سرپرست فرمانداری کرمانشاه از راه‌اندازی خانۀ مشروطه در محل خانۀ فیض مهدوی (سرای فیض) خبر داد و اعلام کرد که در یکی از سالن‌های این عمارت عکس‌ها و اسناد مشروطه در کرمانشاه به نمایش گذاشته خواهد شد.

## آتش‌سوزی
در روز ۱۸ فروردین ۱۳۹۶ بخشی از راستهٔ زرگرها در بازار کرمانشاه در آتش سوخت. چند روز بعد بخشی از خانهٔ فیض‌مهدوی نیز دچار آتش‌سوزی شد. خبرگزاری ایسنا در گزارشی این آتش‌سوزی را مشکوک دانست.